# Saint Kitts-i labdarúgó-bajnokság (első osztály)
A Saint Kitts Premier Division a Saint Kitts-i labdarúgó-bajnokságok legfelsőbb osztályának elnevezése. 1980-ban alapították és 13 csapat részvételével zajlik.

## A 2013-as bajnokság résztvevői
- Cayon Rockets (Cayon)
- Conaree United (Basseterre)
- Garden Hotspurs (Basseterre)
- Mantab United (Tabernacle)
- Newtown United (Basseterre)
- St Paul's United (Basseterre)
- St Peters Strikers (St. Peters)
- St Thomas/Trinity Strikers FC (Old Road)
- Village Superstars (Champsville)
- SPD United

## Az eddigi győztesek
| - 1980 : Village Superstars F.C. - 1981 : Newtown United FC - 1982 : ismeretlen - 1983 : ismeretlen - 1984 : Newtown United FC - 1985 : ismeretlen - 1986 : Garden Hotspurs FC - 1987 : Newtown United FC - 1988 : Newtown United FC - 1989 : Newtown United FC - 1990 : Garden Hotspurs FC | - 1991 : Village Superstars F.C. - 1992 : Newtown United FC - 1993 : Newtown United FC - 1994 : Garden Hotspurs FC - 1995 : Newtown United FC - 1996 : Newtown United FC - 1997 : Newtown United FC - 1998 : Newtown United FC - 1999 : St Paul's United - 2000/01 : Garden Hotspurs FC - 2001/02 : Cayon Rockets | - 2002/03 : Village Superstars F.C. - 2003/04 : Newtown United FC - 2004/05 : Village Superstars F.C. - 2005/06 : Village Superstars F.C. - 2006/07 : Newtown United FC - 2007/08 : Newtown United FC - 2008/09 : St Paul's United - 2009/10 : Newtown United FC - 2010/11 : Village Superstars F.C. - 2011/12 : Newtown United FC |

## Bajnoki címek eloszlása
| Klub                    | Város      | Bajnoki címek | Utolsó  |
| ----------------------- | ---------- | ------------- | ------- |
| Newtown United FC       | Basseterre | 16            | 2011/12 |
| Village Superstars F.C. | Basseterre | 6             | 2010/11 |
| Garden Hotspurs FC      | Basseterre | 4             | 2000/01 |
| St Paul's United        | Basseterre | 2             | 2008/09 |
| Cayon Rockets           | Cayon      | 1             | 2001/02 |